# 行方久兵衛

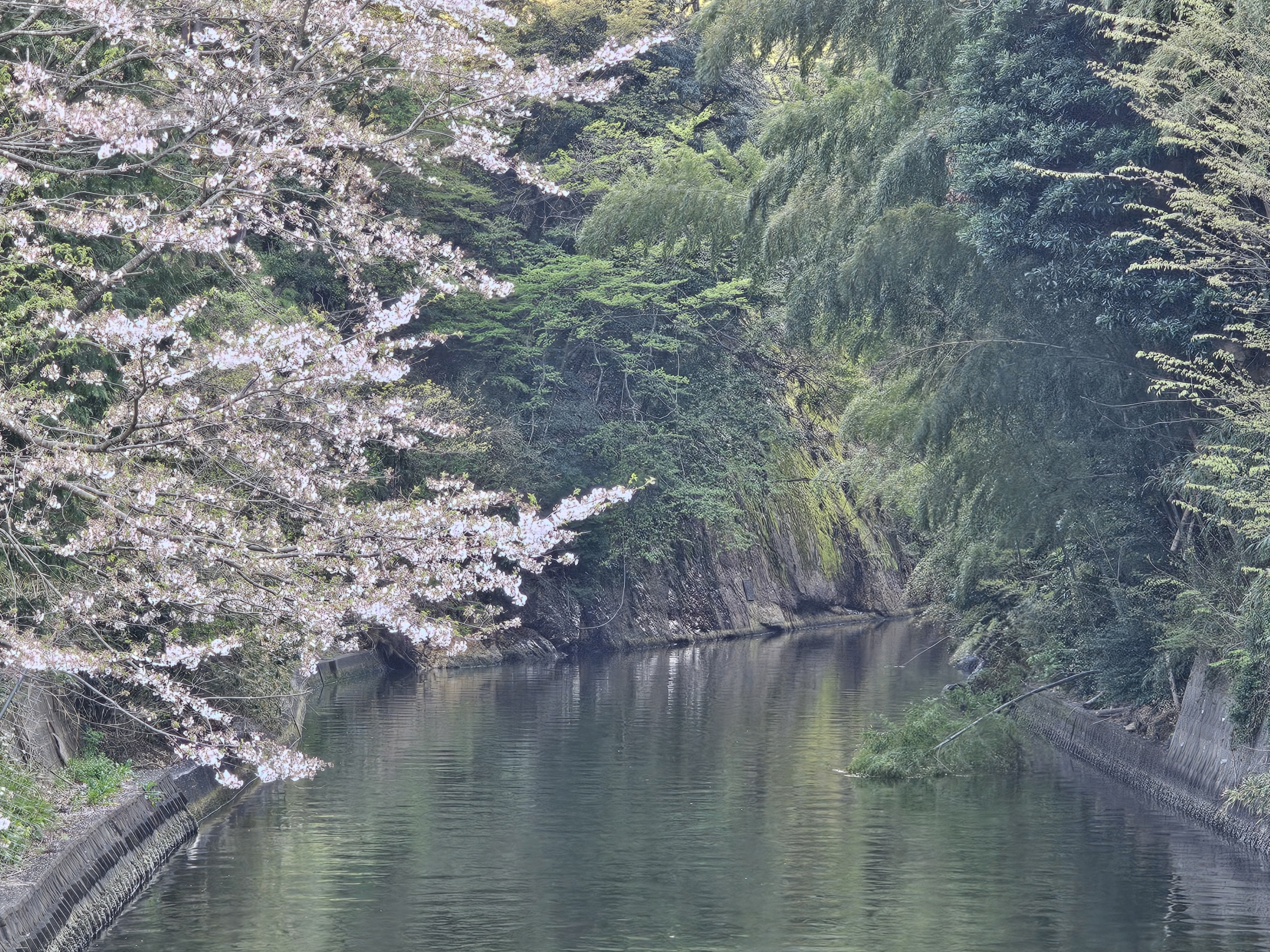
浦見川の久々子湖側河口部（画像中央付近の岸壁に行方が掘らせた桝形が残る。）

行方 久兵衛 （なめかた きゅうべえ、1616年〈元和2年〉 - 1686年〈貞享3年〉8月）は、三方郡の郡奉行を務めた小浜藩士。名は正成（まさなり）、行方正通の子。治水工事に尽力し、特に三方五湖の久々子湖と水月湖を結ぶ浦見川の開削工事を成し遂げた功績などで知られる。

## 生まれ
行方久兵衛正成は、正通の惣領として武蔵国入間郡川越（現・埼玉県川越市）に生まれた。1634年（寛永11年）には川越藩2代藩主の酒井忠勝が転封されて小浜藩初代藩主となっている。久兵衛は22歳で行方家の家督を相続、140石を与えられ、1651年（慶安4年）から小浜藩の作事奉行を務めた。1659年（万治2年）から三方郡郡奉行を務めた。
三方郡奉行に在任中の1662年（寛文2年）に起きた大地震の影響で三方湖と水月湖を結ぶ排水路であった気山川が塞がれ、周辺一帯を襲った水害を復旧するため、藩命を受けて浦見坂を切り開き「浦見川」を通す工事を主導した。

## 浦見川開削事業

### 背景
正保年間（1644年～1648年）頃に作成された『正保国絵図』などに描かれているとおり、菅湖の水は上瀬川（気山川）を通って久々子湖に流れていた。1646年（正保3年）にも上瀬川が浚渫されており、三方五湖の三方湖・水月湖・菅湖の水は宇波西神社付近を通って久々子湖から日本海に注いでいた。水月湖と久々子湖の間には浦見坂（恨坂）と呼ばれる丘陵地があり、地震より30年以上前の1626年（寛永3年）と1659年（万治2年）にも浦見坂を開削して水路を築く計画があった。新田開発を目的とした計画で、1度目は実地調査までは行われたものの難工事になるので見合わせたほうがよいという意見が多く、2度目は数百人を雇って1ヵ月ほど工事を進めたが中断され、開削実現には至らなかった経緯がある。

### 開削工事

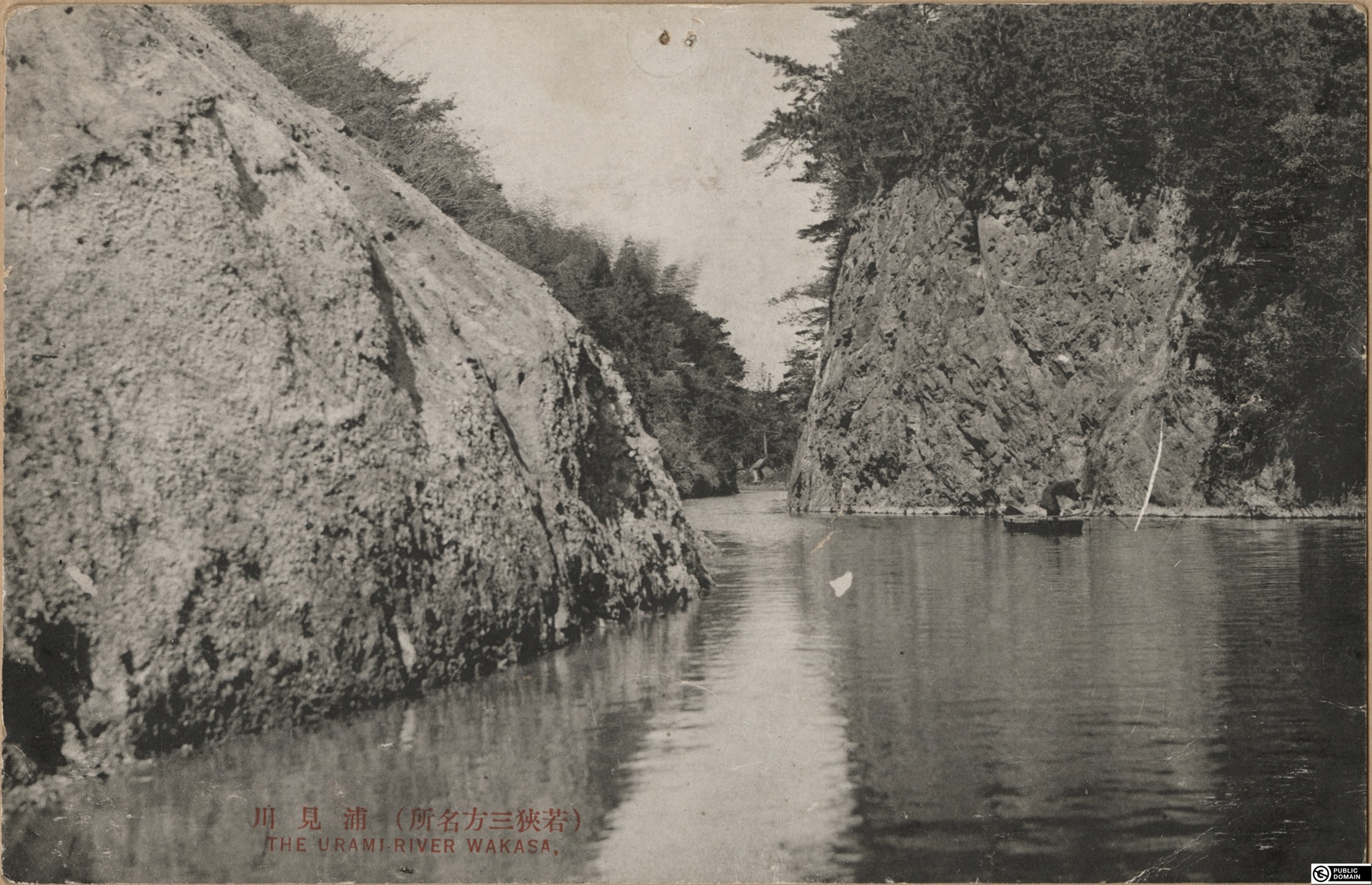
絵葉書「若狭三方名所」における浦見川

1662年（寛文2年）5月1日、マグニチュードおおよそ7.5の寛文近江・若狭地震が発生した。『浦見川流域変遷並水論記』には三方湖・水月湖・菅湖が西に傾いて上瀬川が干上がったことが記され、『干潟観世音縁起』にも北東側が隆起して南西側が沈降したことが記されている。日向湖・菅湖東岸が最大3メートル隆起し、上瀬川がせき止められて干上がった。湖水が氾濫して場所によっては3.6メートルの水位上昇を記録し、この影響で湖畔にあった11の村々が水没し、1500石の田が水没する甚大な被害が発生した。
小浜藩主の酒井忠直は、距離が一番短い浦見坂（恨坂）を開削することで余剰な水を海に流す計画を立て、三方郡奉行の久兵衛と普請奉行の梶原太郎兵衛を総奉行として普請を命じた。久兵衛の指揮によって、地震から20日後の5月23日に浦見坂の開削に着手し、徴発された人夫が北東と南西の双方から掘り進んだ。しかし、工事は岩盤に阻まれてなかなか進まず、人夫達は小浜藩や九兵衛を批判する数え唄や狂歌を作った。久兵衛は宇波西神社に参拝し、北側に寄せれば成功するとのお告げを受けた。

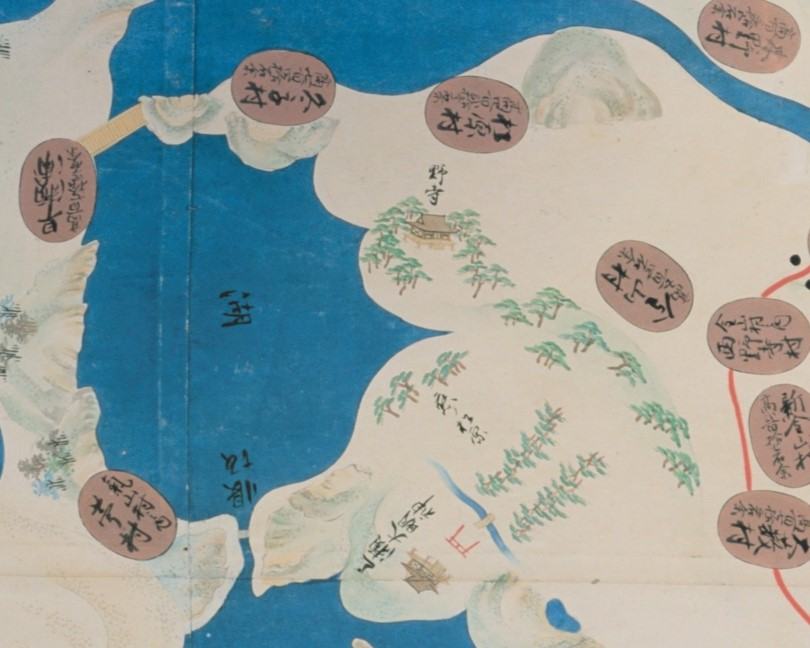
天保の国絵図における久々子湖と浦見川（左下の恨坂）

着工から4か月後の9月には一筋の水路が拓け、同年12月7日にはいったん浦見川に水が通されたが、普請が完了したわけではなかった。1663年（寛文3年）1月18日には浦見川が堰き止められて普請が再開され、同年5月4日に普請が完了した。久兵衛はこの工事の完成を神に感謝し、宇波西神社に2反の田地を社領として寄進するよう取り計らい、自身も手水鉢を奉納した。この手水鉢は現在も境内に安置されている。

### 開削後
完成した浦見川は、浦見峠の最高点から浦見川の川底までの高さは20間（約36メートル）、川底の広さは3間半（約6メートル）、川の長さは130間（約236メートル）であった。浦見川の開削は小浜藩をあげた大事業であり、普請に携わった延べ人数は22万5,490人、総経費は99貫774匁8分9厘（金にして1,659両2歩）だった。浦見川の開削は地震の影響による水害からの復旧を主としていたが、副産物として345石あまりの新田が生まれた。浦見川開削により生まれた新田を耕作させるため、近村から住民を移住させて新たに作った村もあり、現在の若狭町生倉集落と成出集落がそれにあたる。

## 早瀬川の改修事業
浦見川開削によって地震後の水害からの回復は叶ったが、久々子湖の湖水を日本海へ落とす早瀬川は、砂地で崩れやすく、なお排水がよいとはいえなかった。そのため、浦見川開削に続いて早瀬川の改修工事に着手することとなった。2間しかなかった川幅を9間に拡幅したもので、さらに両岸に長さ140間、6尺の高さの石垣を築いて橋を架けた。この河川改修で干潟が生まれ、12町歩の新田がうまれた。

## 荒井用水開削事業
1663年（寛文3年）には現在の三方郡美浜町佐野で耳川の水を取り入れ、興道寺を経て北流させ、さらに山麓を西に流して気山口から久々子湖へ注ぐ灌漑用水路の工事に着手した。荒井用水と呼ばれ、1665年（寛文5年）に完成した。水利に恵まれていなかった金山村と大藪村に農業用水を通す全長8キロメートルの掘削であり、181ヘクタールの新田開発を実現した。
この荒井用水の治水工事などについて記した『行方久兵衛文書』は、1984年（昭和59年）2月、美浜町指定文化財に指定された。

## 晩年

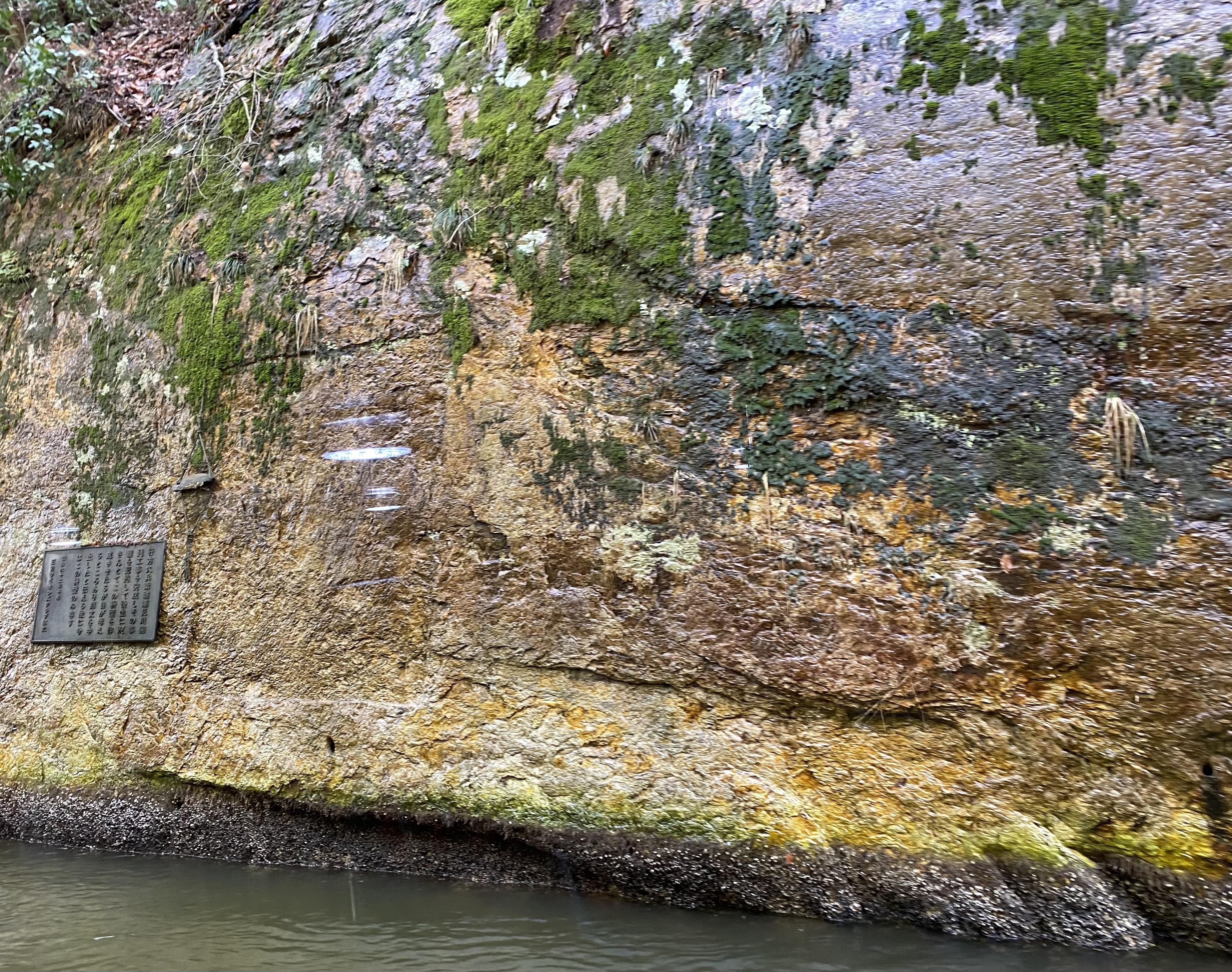
浦見川の岩壁に残る桝形と碑文

荒井用水による新田開発の功績により、240石に加増され、勘定奉行を勤めた。1675年（延宝3年）に関東組者頭に着任、1681年（天和元年）に引退し、1686年（貞享3年）8月に病没した。享年は数え年で71歳。
浦見川の岩肌には、長方形に人工的に削られた大きな桝形が現存する。この由来は諸説あり、浦見川開削の完成後に久兵衛が業績を記録しようと石工に削らせたものの途中で見合わせたとも、浦見川開削にかかった費用はこの桝形いっぱいに詰めるくらいの銀が必要だったという意味で彫らせたとも言われている。前述の説には、石工から石に刻んだ文字は100年くらいしかもたないと言われてやめたという説と、母親に「本当に立派な仕事をしたのであれば石に刻まずとも仕事の成果とともに名も後世に残るだろう」と言われてやめたという説がある。
1987年（昭和62年）10月、宇波西神社の参道に石碑「行方久兵衛翁頌徳碑」が建立された。